# Юрьево (Калужская область)
Юрьево — деревня в Сухиничском районе Калужской области. Является административным центром сельского поселения «Деревня Юрьево».

## География
Расположена в верхнем течении реки Брынь, близ её истока, примерно в 14-16 км к северо-востоку от города Сухиничи. Недалеко от деревни проходит железная дорога Москва-Брянск, ближайший к деревне остановочный пункт которой, платформа 245 км, находится на расстоянии 1,5 км от деревни.

## История
В 1792 году Юрьево принадлежало князю Г. И. Вяземскому и состояло из 40 дворов. Также имелись пруд, мельница, деревянный господский дом и сад. После 1861 года стало центром Юрьевской волости Козельского уезда.
Князем Вяземским в селении была построена каменная церковь во имя Владимирской иконы Божьей Матери с приделом Николая Чудотворца. Впоследствии при ней действовала церковно-приходская школа, затем преобразованная в земскую.
Служившие в церкви с 1910-х годов священник Ильинский и псаломщик Кушневский были расстреляны в декабре 1937 года.
Сам храм был взорван в 1943 году.
С 1959 по 1986 годы в деревне размещалась центральная усадьба совхоза «Юрьевский», с 1991 — КСП «Юрьево».

## Инфраструктура
Сельскохозяйственное предприятие ООО «Калуга 1371», почтовое отделение, Дом культуры, библиотека с музеем «Русская изба», фельдшерско-акушерский пункт.

## Население
В 1792 году в селе проживало 445 человек: 225 мужчин и 220 женщин, в 1859 — 482 человека: 235 мужчин и 247 женщин, в 1897 году — 258 человек: 123 мужчины и 135 женщин.
| 2002 | 2010 |
| ---- | ---- |
| 190  | ↘131 |

## Знаменитые уроженцы
- Сидоров, Георгий Семёнович (1918—1990)
- Гоглов, Александр Фёдорович (1899 — 1974)  — участник Великой Отечественной войны, полный кавалер ордена Славы.

- Сонин, Георгий Иванович (1903—1987) — организатор колхозного производства, Герой Социалистического Труда.